# سرفراز خان
سَرْفَرَازْ خَانْ (بالبنغالية: সরফরাজ খান) (ت.1700 – 29 نيسان 1740) هو مِيْرزَا أَسَدُ اللهِ خَانْ كان نواب البنغال ومرشد أباد. قام جده لأمه - مرشد قلي خان - بترشِيحه ليكون الوَريثَ المُباشرَ لِمَسنَدِ البنغال لأنَّهُ لَم يَكُن هنالِكَ وَرِيثٌ مُبَاشر لِخلافةِ مُرشِد خان. بعد وفاة النواب مرشد قلي خَان في 30 حزيران 1727 صَعد سرفراز إلى عَرشِ صوبة البنغال. حِينَما عَلِمَ والدُه شجاع الدين محمد خان بِذلكَ سَارَ بِجيشٍ ضَخمٍ إلى العَاصِمَة مرشد أباد. ولِتجَنُّبِ الصِّراع في الأسْرَة، طلَبت زوجَة الحَاكِم الرَّاحل مِن شُجاع الدّين خَان أنْ يَعتَلي المَسنَد بَعدَ أن تنازَل سرفراز خان لصَالِح والدِه، ومَعَ ذلكَ فقَد أدَّت الظّروفُ إلى قِيامِ النواب شُجَاع الدّين مُحَمَّد خَان بِتَنصيبِ ابْنِه سرفراز خَان وَرِيثًا لَه. وبَعدَ وَفاةِ شُجَاع الدّين محَمد خَان فِي 26 آب 1739 اعتَلَى سرفراز خان المَسْنَد (العرش) بِلَقَبِ نواب البنغال وأوديشا وبهار.